# Georg Friedrich Nicolai
 (mai 2023).
Si vous disposez d'ouvrages ou d'articles de référence ou si vous connaissez des sites web de qualité traitant du thème abordé ici, merci de compléter l'article en donnant les références utiles à sa vérifiabilité et en les liant à la section « Notes et références ».
Georg Friedrich Nicolai, né Lewinstein le 6 février 1874 à Berlin et mort le 8 octobre 1964 à Santiago du Chili, est un physiologiste allemand.
Il est connu pour avoir initié en 1914, un contre-manifeste, s'intitulant l'« Appel aux Européens (en) », opposé à la Première Guerre mondiale, dont Albert Einstein, Otto Buek, et W. Foester furent les seuls signataires.

## Biographie
En 1912, le professeur Nicolaï révèle les résultats qu'il a obtenu à la suite d'une étude sur l'action des bains froids et des bains chauds sur le cœur humain. D'après ces résultats, l'hydrothérapie froide exerce sur le cœur une action plus favorable et l'application en plus d'acide carbonique ou d'oxygène donne un résultat plus net.
À la suite de la lecture du Manifeste des 93 en 1914, Georg Friedrich Nicolaï initie un contre-manifeste, s'intitulant l'« Appel aux Européens (en) », opposé à la Première Guerre mondiale, dont Albert Einstein, Otto Buek, et W. Foester furent les seuls signataires.
Selon le discours en 1916, au Reichstag, du socialiste Davidson, le professeur Nicolaï avait été chargé de diriger deux ambulances militaires au début de la guerre. -G. F Nicolaï n'hésitera pas durant son service, à faire savoir sa pensée concernant la guerre, ce qui amènera les autorités militaires allemandes à ouvrir une enquête à son égard. Cette enquête est par la suite suspendue à la suite de l'intervention de l'empereur allemand. Lors de sa nouvelle mobilisation au sein d'une ambulance militaire, le professeur refusera de prêter le serment militaire et sera dégradé. 
À la fin de la Première Guerre mondiale, le professeur Nicolaï publie un ouvrage pacifiste, « La biologie de la guerre », qui connaitra succès remarquable dans certains pays neutres, et plus particulièrement en Suisse. Il relatera, au sein de cet ouvrage, des faits accablants les milieux intellectuels et militaires allemands d'une mentalité inhumaine et cruelle durant la Première Guerre mondiale. Le physiologiste allemand sera condamné, par le tribunal de guerre de Dantzig, à cinq mois de prison. Il fera appel contre ce jugement.
En 1922, il émigre en Argentine, puis au Chili.